# 달성배씨효열정려문
달성배씨효열정려문은 대한민국 전라남도 화순군 도곡면 대곡리에 있다. 2002년 7월 31일 화순군의 향토문화유산 제9호로 지정되었다.